# Ida Maier-Müller
Ida Maier-Müller fue una pintora alemana conocida principalmente por sus paisajes y autorretratos. Nació en Constanza en 1821 y murió en Offenburg en 1904.
Se instaló en Friburgo en 1843, donde capturó la belleza de los paisajes locales, especialmente los de la Selva Negra y el Lago de Constanza, en sus pinturas y grabados. Una de sus obras más conocidas es un autorretrato de 1845, que la muestra con el pelo rizado, a los 25 años. Este autorretrato es una de sus obras más emblemáticas y se encuentra en el Augustinermuseum de Friburgo. Ida Maier también fue famosa por sus pinturas de flores y otras escenas naturales, manteniendo una fuerte conexión con la tradición paisajística alemana del siglo XIX. A pesar de su talento y sus contribuciones al arte regional, Ida es una artista poco conocida en la actualidad, que permanece al margen de la historia del arte convencional, con pocas obras ampliamente difundidas.
Maier-Müller es recordada, en menor medida, principalmente por uno de sus fabulosos autorretratos. En la historia del arte, el autorretrato es una práctica cargada de intenciones complejas que van más allá del simple registro visual del artista. Tradicionalmente dominado por los hombres, el género del autorretrato proporcionó a pintores como Rembrandt, Durero y Van Gogh la oportunidad de inmortalizar sus imágenes y explorar cuestiones de identidad, estatus y estilo artístico. Sin embargo, el autorretrato femenino surge en un contexto histórico y cultural singularmente desafiante. Las mujeres artistas, a lo largo de los siglos, se han enfrentado a obstáculos para la educación formal, la exhibición pública y el reconocimiento artístico. Frente a estas limitaciones, el acto de pintar se convirtió para ellas en un gesto de reivindicación de identidad, espacio y autoridad artística.
A lo largo de los siglos, muchas artistas femeninas han visto sus talentos oscurecidos y olvidados. Este es el caso de Ida Maier-Müller. Recientemente, estas mujeres han sido revalorizadas gracias a algunas historiadoras del arte, como Frances Borzello.